# 1650 au théâtre
| Années du théâtre : 1647 - 1648 - 1649 - 1650 - 1651 - 1652 - 1653    |
| Décennies du théâtre : 1620 - 1630 - 1640 - 1650 - 1660 - 1670 - 1680 |

## Événements
- février : la troupe de Molière se produit à Agen ; en juillet, elle cesse de porter le nom de "comédiens du seigneur duc d'Épernon", Bernard de Nogaret de La Valette d'Épernon, son protecteur depuis 1646, ayant échangé son gouvernement de Guyenne contre celui de Bourgogne.
- 24 octobre - 14 janvier 1651 : la troupe de Molière joue à Pézenas où se tiennent les États de Languedoc ; l'ensemble des représentations lui seront payées 4 000 livres.

## Pièces de théâtre publiées
- Pierre Corneille, Don Sanche d’Aragon, comédie héroïque, Paris, Augustin Courbé.
- Marthe Cosnard, Les Chastes martyrs, tragédie chrestienne, Paris, Augustin Courbé, 95 p.
- (nl) Claude de Grieck, Heraklius, treur-spel, Bruxelles, 16-44 p. : adaptation de la tragédie de Pierre Corneille Héraclius.
- Charles de Saint-Évremond, Les Académistes, comédie, satire de l'Académie française ; écrite en 1638, elle circule en manuscrit avant d'être imprimée en 1650. Elle n'est jamais représentée sur scène[1].
- Paul Scarron, L'Héritier ridicule ou la Dame intéressée, comédie, Paris, Toussaint Quinet, VI-139 p. (Lire en ligne) ; la même année, une contrefaçon en est publiée à Leyde "Suivant la copie imprimée a Paris"" par Bonaventura et Abraham Elzevier

## Pièces de théâtre représentées

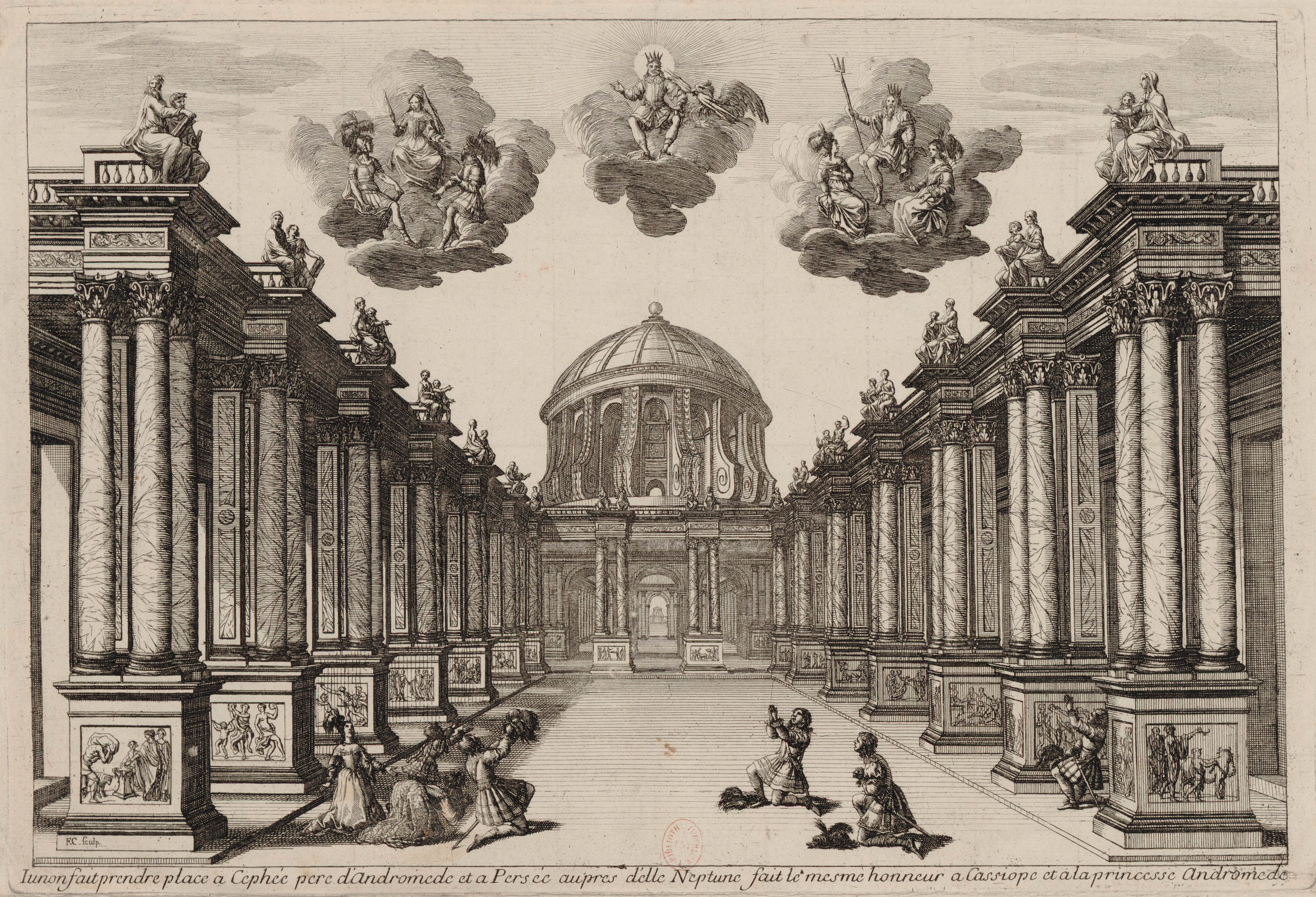
Andromède, de Corneille, représentée au Petit-Bourbon le.

- La Jalousie du Barbouillé, comédie de Molière, représentée en province[2].
- 1er février : Andromède, tragédie à machines de Pierre Corneille, au théâtre de l'hôtel du Petit-Bourbon, Paris[3].

## Naissances
- 2 février : Nell Gwynne, actrice anglaise, morte le 14 novembre 1687.
- 18 mai : Jean-François Juvenon, dit La Thuillerie, acteur français, mort le 13 février 1688.
- mai : Jean de Palaprat, avocat et dramaturge français, mort le 4 octobre 1721.
- 14 juin : Carlo Alessandro Guidi, poète et dramaturge italien, mort le 12 juin 1712.
- Date précise non connue :
  - Nicolas Desmares, dit aussi Champmeslé, comédien français, mort le 3 novembre 1714.
- Vers 1650 : 
  - John Banks, auteur dramatique anglais, mort en avril 1706.
  - Gio Paolo Bombarda, premier directeur du Théâtre de la Monnaie à Bruxelles, dont il a supervisé la construction, mort le 6 décembre 1712.
  - François Du Mouriez, dit Du Périer, acteur français, sociétaire de la Comédie-Française, introducteur de la pompe à incendie en France, mort le 21 juin 1723.
  - Adriana Eeckhout, actrice et dramaturge néerlandaise, morte après 1722.
  - Denis Clerselier, dit Nanteuil, acteur et dramaturge français, mort après 1702.

## Décès
- 28 juin : Jean de Rotrou, dramaturge et poète français, né le 21 août 1609.
- 6 novembre : Ana Caro de Mallén, poétesse et dramaturge espagnole, née en 1590.
- 13 novembre : Thomas May, poète, dramaturge et historien anglais, né en 1594 ou 1595.
- Vers 1650 : 
  - Giacinto Andrea Cicognini, écrivain, dramaturge et librettiste italien, né le 13 novembre 1606.
- Date précise non renseignée ou inconnue :
  - Balthazar Baro, poète, romancier et auteur dramatique français, né en 1596.
  - Gaspard Zerbin, écrivain français d'expression occitane, né en 1590.